# 퀘벡 프랑스어
퀘벡 프랑스어(le français québécois, le français du Québec)는 캐나다 퀘벡주에서 사용되는 프랑스의 프랑스어와 구별되는 특징을 가진 프랑스어를 말한다. 퀘벡 프랑스어는 퀘벡 주에서 모든 분야에 걸쳐 광범위하게 사용된다. 그러나, 문어로서는 파리를 중심으로 하는 유럽 프랑스어와 큰 차이는 없다.
캐나다 프랑스어란 용어는 캐나다에서 사용되는 모든 프랑스어를 두루 일컫는 말이다. 캐나다 프랑스어의 중심적인 존재 역시 퀘벡 프랑스어이나, 아카디아 프랑스어와는 보통 구별된다. 기타 주알(Joual)이라는 용어도 있는데, 이는 몬트리올의 노동계급이 말하는 언어변종의 일종이다.

## 역사
통념과 달리 퀘벡 프랑스어는 고대 프랑스어에서 분기한 언어가 아니며, 직접적인 근원은 17~18세기의 근대 프랑스어및 다른 오일어(북부 프랑스어 방언)에서 유래되었다. 즉, 이 시기에 이들 지역출신의 프랑스인들이 현재의 캐나다에 진출하여 융합되어 형성된 언어가 퀘벡 프랑스어다. 프랑스 본국의 여러 방언들은 퀘벡 프랑스어로 융합되기 시작했다. 초기에는 북미 원주민 언어로부터 지명을 가리키는 어휘들을 차용하기 시작했으며, 캐나다의 많은 강과 바다를 중심으로 활동하면서 해양에 관련된 어휘도 발달했다. 1760년, 캐나다의 지배권이 영국으로 확정되면서 퀘벡 프랑스어는 프랑스 본토와 점차 고립되면서 본국에서는 사라진 고어들을 다수 남기게 된다.

## 본토 프랑스어와의 음운론상 차이

### 홀소리
- /a/가 개음절에서는 [ɑ], /ʁ/ 앞의 폐음절에서는 [ɑː]로 소리가 난다.
- [ɪ], [ʏ], [ʊ]는 폐음절에서 각각 /i, y, u/의 이완음이다.
- /ɑ/, /ɛː/, /œ̃/, /ə/가  /a/, /ɛ/, /ɛ̃/, /ø/와는 다른 음운으로 존재한다.
- /ɛ̃/과 /ɔ̃/이 각각 [ẽɪ̯̃]와 [õʊ̯̃]로 소리가 난다(모음분화).
- /wa/가 [wɛ], [we] 또는 [waɛ̯]로 소리가 난다.

### 닿소리
- Gaspésie–Îles-de-la-Madeleine와 Côte-Nord를 제외한 나머지 지역에서는 /t/와 /d/가 /i, y, j, ɥ/ 앞에 오면 파찰음인 /ts/와 /dz/로 소리가 난다.
- 비강세 음절에서의 l과 r은 슈와(/ə/)로 소리가 난다.
- r이 전동음이다.

## 같이 보기
- 프랑스어 음운론

1. ↑  Hammarström, Harald; Forkel, Robert; Haspelmath, Martin; Bank, Sebastian, 편집. (2023). 〈Québécois〉. 《Glottolog 4.8》. Jena, Germany: Max Planck Institute for the Science of Human History.